# Gheorghe Florescu
George Mihai Florescu (ur. 21 maja 1984 w Klużu-Napoce, Rumunia) – rumuński piłkarz, grający na pozycji pomocnika, reprezentant Rumunii.

## Kariera piłkarska

### Kariera klubowa
Wychowanek klubu Universitatea Kluż-Napoka, w barwach którego w 2001 rozpoczął karierę piłkarską. W czerwcu 2004 razem z Răzvanem Cocișem przeszedł do Sheriffa Tyraspol. W końcu sierpnia 2006 za 1 mln dolarów został kupiony do Torpeda Moskwa. W styczniu 2008 podpisał kontrakt z FC Midtjylland. Na początku 2010 został wypożyczony do klubu Ałanija Władykaukaz. 5 sierpnia 2010 roku podpisał kontrakt z Ałaniją i oficjalnie został piłkarzem władykaukaskiej drużyny, ale już 15 marca 2011 opuścił klub. W lipcu 2011 roku jako wolny agent przeszedł do ukraińskiego zespołu Arsenał Kijów. W lipcu 2013 został piłkarzem Dinama Moskwa. Latem 2014 wrócił do Astry. 23 czerwca 2015 podpisał 1,5 roczny kontrakt z Qəbələ. W 2016 roku przeszedł do Omonii Nikozja.

### Kariera reprezentacyjna
W latach 2003–2006 występował w młodzieżowej reprezentacji Rumunii, w której rozegrał 11 meczów i strzelił 4 goli. W styczniu 2010 nowy trener reprezentacji Mołdawii Gavril Balint mówił o możliwości naturalizowania niektórych graczy, wśród nich Florescu. Jednak sam zawodnik postanowił grać w reprezentacji Rumunii. 3 marca 2010 debiutował w reprezentacji Rumunii w meczu towarzyskim z Izraelem. Łącznie rozegrał 9 meczów i strzelił 1 gola.

## Sukcesy i odznaczenia

### Sukcesy klubowe
- mistrz Mołdawii: 2005, 2006
- wicemistrz Danii: 2008
- zdobywca Pucharu Mołdawii: 2006
- finalista Pucharu Rosji: 2011